# شمس الدین علی بن مسعود
ملک شمس الدین علی بن مسعود بن خلف بن مهربان نخستین پادشاه از سلسله ملوک مهربانی سیستان بود که از ۶۳۳ قمری(۱۲۳۶ م) تا۶۵۳ قمری(۱۲۵۵ م) سلطنت کرد. درست یکسال بعد از تاجگذاری ملک شمس الدین، امپراتوری مغول به سیستان حمله کرد.

## سفر به اردوی امپراتور مغول
ملک شمس الدین علی در سال ۶۳۶ قمری به مقر اوگتای‌خان امپراتور مغول رفته و برادرش امیر مبارزالدین ابوالفتح بن مسعود را به نیابت سلطنت منصوب نمود.

## سرنگونی و قتل
حکومت ملک علی هنگامی که او در سفر «نیه» و «ایلی» بود، توسط شمس الدین کرت پایان یافت. شمس الدین کرت با فرمان امپراتور مغول منگوقاآن برای حکومت به سیستان آمد و با خیانت بزرگان سیستان به ملک شمس الدین علی، پادشاه شد. با بازگشت شمس الدین علی به زرنگ، ملک شمس الدین کرت او را به قتل رسانید.